# Felce
Felce (en cors Felce) és un municipi francès, situat a la regió de Còrsega, al departament d'Alta Còrsega. L'any 1999 tenia 43 habitants.

## Demografia
| 1962 | 1968 | 1975 | 1982 | 1990 | 1999 |
| ---- | ---- | ---- | ---- | ---- | ---- |
| 62   | 81   | 75   | 72   | 33   | 43   |

## Administració
| Període | Identitat        | Partit | Qualitat |  |
| ------- | ---------------- | ------ | -------- |  |
| 2008-   | Joseph Guglielmi |        |          |  |

## Personatges il·lustres
- Pietro Cirneo, historiador del segle xv.